# Youssouf van Marokko
Moulay Youssouf ibn Hassan (Arabisch: السلطان يوسف بن الحسن, Meknes, 1881 - Fez, 17 november 1927) was sultan van Frans-Marokko tijdens het Franse protectoraat van 1912 tot zijn dood. Hij was de jongste zoon van Hassan I en een Circassische vrouw uit Istanboel, Lalla Ruqaya Al Amrani.

## Troonopvolging
Youssouf kwam op de troon ten gevolge van de troonsafstand van zijn halfbroer Abdelhafid na het verdrag van Fez. Door dit verdrag werd Marokko een Frans protectoraat. Een Spaans protectoraat over de noordelijke kust van Marokko aan de Atlanstische Oceaan werd later dat jaar gevestigd.
Zijn regeerperiode werd gekenmerkt door nationalistische opstanden tegen de Franse en Spaanse machthebbers. Het grootste verzet daartegen was die van de Riffijnen in de Marokkaanse Rif-oorlog (1920-1926), onder leiding van Mohammed Abdelkrim El Khattabi.
Om zijn veiligheid te verzekeren verplaatste Youssouf het hof van Fez naar de huidige hoofdstad Rabat. Hij stierf aan nierfalen (uremie), en werd opgevolgd door zijn jongste zoon Mohammed ben Youssouf.